# ボボボーボ・ボーボボ マジで!!?真拳勝負
『ボボボーボ・ボーボボ マジで!!?真拳勝負(バトル)』は、2003年8月7日にハドソンから発売されたコンピュータゲームであり、『ボボボーボ・ボーボボ』のゲーム作品第3作目。

## 概要
澤井啓夫による日本のギャグ漫画作品であるボボボーボ・ボーボボを原作に、ゲームボーイアドバンスで発売された。ゲームシステムは『奥義87.5 (ハナゲー) 爆烈鼻毛真拳』とほぼ同じだが、3人パーティや世界珍獣カードなど新システムが追加されている。

## ストーリー
バカンスを楽しむボーボボ達の前に、マルハーゲ帝国の刺客、おちょぼ口君が襲いかかる。一行はこれを撃破するが、おちょぼ口君の口バキュームの術によってマルハーゲ帝国最大の遊園地、ハレルヤランドに吸い込まれてしまう。ボーボボ達はハレルヤランドから脱出するため、園内を探索することにした。

## システム
戦闘
3人のメンバーを連れ、通常攻撃、防御、カードなどのコマンドを選んで戦う。
世界珍獣カード
様々なキャラクターやアイテムが描かれたカード。戦闘中に使用すると様々な効果を及ぼす。1ターンに特定のカードを同時に使用すると、コンボが発動することがある。

## 登場人物
ボボボーボ・ボーボボ
鼻毛を自在に操る事が出来る鼻毛真拳奥義伝承者。本作品の主人公。奥義は前作の鼻毛真拳と同じ要領で発動させるが、繋げるワードは3つまで。奥義の発動に関わらないハズレワードも存在する。
ビュティ
ボーボボの仲間であり、ゲーム中の重大なツッコミ役。戦闘中に回復させたり出来る。奥義は上から流れてくるコマンドを入力していくことで発動させる。
首領パッチ
ハジケ村で出会うハジケリスト。奥義は原作でもあったダルマ落としで発動させる。
ヘッポコ丸
毛狩り隊によって壊された故郷の為に戦う少年。オナラ真拳の使い手。奥義はA、Bボタンを交互に連打し、オナラを大きくして点滅したところで発動させる。
ソフトン
元アイツ・ハゲ・タワーの漆黒の間の番人。バビロン真拳の使い手。奥義はまず使う技をルーレットで決め。それに対応したコマンドを入力することで発動させる。
ところ天の助
元Aブロック隊長のところてん。プルプル真拳の使い手。奥義はスロットで発動させる。

## オリジナルキャラ
アース
本作のラスボス。「天地創造真拳」の使い手。ツルリーナ4世とは電話で気楽に話すほどのマブダチのようで、ボーボボ達をハレルヤランドから逃がすまいと4世によってハレルヤランドに送りこまれた。奥義「ビッグバンメタモルフォーゼ」でキック・ザ・MAMEおじさんに変身する。なお本人はマメになっていた事には気付いていない。

## ミニゲーム
忍者おちょぼ口君
『忍者ハットリくん』のボーナスステージの自社パロディ。おちょぼ口君を操作し、ボーボボのアフロから溢れるちくわを回収する。鉄アレイに当たるとしばらく動けなくなる。
ボレンジャー
『チャレンジャー』の自社パロディ。鼻毛を伸ばして敵を倒しつつ電車に潜入して田楽マンを救出する。
キャプテン石田の火星でポン
ある特定の条件を満たすとプレイできる。天の助を操作し、ダイコンを発射して宇宙人を倒す『スペースインベーダー』風のゲーム。四枚のぬのハンカチがあるが、弾を貫通してしまい防御の役割を果たさず、全部消滅するとゲームオーバーになる。UFOを打つと高得点。